# ماندارین پکنی
ماندارین پکنی (چینی ساده‌شده: 北京官话، چینی سنتی: 北京官話، پین‌یین: Běijīng Guānhuà) شاخه‌ای بزرگ از چینی ماندارین است که در نواحی پکن، هبئی، مغولستان داخلی، لیائونینگ و تیانجین تکلم می‌شود. مهم‌ترین گویش این شاخه، گویش پکن است که پایه واجی چینی معیار به‌شمار می‌رود.